# Reynaldo Pastor
Reynaldo Alberto Pastor (Villa Mercedes, 24 de octubre de 1898 - San Luis, 1987) fue un político argentino, que ejerció el cargo de Gobernador de la Provincia de San Luis durante el último año de la llamada Década Infame, entre 1942 y 1943, y fue elegido diputado nacional en 1946 por el Partido Demócrata.

## Biografía
Sus padres fueron Miguel Braulio Pastor y Julia Atencio. Desde muy joven se inició en la vida política, ya que fue diputado nacional desde el año 1924 hasta 1928.
Durante la Década Infame fue Intendente Municipal de su ciudad natal, Villa Mercedes. Entre 1932 y 1933 fue Ministro de Instrucción Pública de la Provincia de Santa Fe. Luego volvió a ser diputado por el Partido Demócrata Nacional, desde 1936 hasta su renuncia en el año 1942, la cual presentó para asumir como gobernador de su provincia en octubre de 1942, como candidato del Partido Demócrata Liberal. Ante el boicot radical, el PDL fue la única fuerza en disputar el comicio provincial, y Pastor fue elegido gobernador sin oponente alguno, con el 99.68% de los votos emitidos.
Dedicó su gobierno a las medidas moralizantes, sosteniendo un trato cordial con los empleados públicos y los funcionarios menores. Exigió, como condición para el ejercicio de la función pública, el estricto cumplimiento de normas morales y el puntual pago de los créditos comerciales y bancarios, ya que se había generalizado la sensación entre los funcionarios de creerse al margen de la persecución legal por deudas. Realizó un revalúo de las casas y terrenos, para el cobro de los impuestos inmobiliarios. Reformó el sistema de pagos de sueldos públicos, eliminando el favoritismo y los pagos a cuenta.
Tras la Revolución del 43 fue depuesto el día 20 de junio, más de dos semanas después del golpe de Estado.
Fue uno de los dos diputados conservadores que fueron elegidos durante la presidencia de Juan Domingo Perón, enfrentado a los diputados peronistas y frecuentemente aliado a los radicales del Bloque de los 44. En 1947 se destacó al oponerse a la ley que habilitaba a las mujeres a votar en las elecciones.
En las Elecciones presidenciales de 1951 fue candidato a presidente por el Partido Demócrata Nacional, obteniendo el 2.33% de los votos.
En diciembre de 1951 fue desaforado por la Cámara de Diputados a pedido del juez penal Miguel Vignola, quien pidió su detención por estar sospechado junto a otras personas de haber actuado en el  golpe de Estado del 28 de septiembre de 1951.
Durante la Revolución Libertadora formó parte de la Junta Consultiva creada por el dictador Eduardo Lonardi, que asesoraba al gobierno desde el punto de vista de los partidos políticos. El Partido Peronista estaba proscripto. Fue miembro de la Convención Constituyente que sancionó la reforma de la Constitución Nacional en el año 1957.

## Publicaciones
Ha escrito y publicado una ingente obra de carácter institucional, legislativo e histórico, entre las cuales merecen citarse:
- Vida institucional y política de las provincias
- Ley de Imprenta, en vigencia en la Provincia de San Luis
- San Luis ante la historia
- La guerra contra el indio en la jurisdicción de San Luis
- San Luis, su gloriosa y callada gesta. 1810-1967, prologada por Camilo Domínguez.